# In Over My Head
In Over My Head is een nummer van de Nederlandse band Kane uit 2010. Het is de derde single van hun vijfde studioalbum No Surrender.
Het nummer werd een klein hitje in Nederland. Het haalde de 27e positie in de Nederlandse Top 40.